# 華昌達
湖北華昌達智能裝備股份有限公司，簡稱湖北華昌達智能裝備股份、湖北華昌達智能裝備、湖北華昌達智能、湖北華昌達，以及華昌達（英語：Hubei Huachangda Intelligent Equipment Co.,Ltd.，深交所：300278），於2003年由十堰公司、十堰实验基地、武汉公司（即湖北大智装备技术有限公司）以及湖北恒力达焊接装备有限公司，於十堰市組成創立前身為「十堰华昌达机电有限公司」，現時總部位於湖北省十堰市东益大道9号、現時由顏華（董事長）、羅慧（總經理）等人主要股東。
現時業務在國內和全球經營汽车及机械相关行业的总装车间、涂装车间、焊装车间全套设备的设计、制造及安装，招股價為16.56元人民幣，發行新股為2170萬股，而集資額為3.6億元人民幣，股份則在2011年12月16日於深交所創業板上市。

## 連結
- HCHD.com.cn